# الای علی فاضل
آلای علی فاضل (عربی: الاي علي فاضل؛ زادهٔ ۱۶ فوریهٔ ۲۰۰۳) بازیکن فوتبال اهل عراق-سوئد است.
وی همچنین در تیم‌های ملی فوتبال زیر ۲۰ سال عراق و عراق بازی کرده‌است.